# Federico Badoer

Stemma Badoer

Federico Badoer (pronuncia Badoèr; Venezia, 2 gennaio 1519 – Venezia, 13 novembre 1593) è stato un letterato, ambasciatore e politico italiano.

## Biografia
Patrizio veneto, esponente di una delle più antiche famiglie veneziane, e in particolare figlio del senatore Alvise (1483-1554), fece parte della magistratura veneziana e del Consiglio dei Dieci, ma si mise in evidenza – soprattutto – come ambasciatore presso diverse corti. Nel 1547 fu da Guidobaldo II della Rovere: la sua Relazione sul Ducato di Urbino, discussa nel Senato di Venezia, venne più volte pubblicata.
Altri impegni connessi al suo ufficio lo portarono in Austria, nel 1550, da Ferdinando I d'Asburgo, e in Spagna da Carlo V dal 1554 fino all'abdicazione. I dispacci di Badoer, inviati a Venezia tra il 1555 e il 1556, anch'essi pubblicati, furono utili, in effetti, per stilare un ritratto preciso degli ultimi anni dell'Imperatore dei Romani. Fino al 1557 rimase in Spagna, come ambasciatore presso Filippo II.
In corrispondenza con alcuni fra i più noti umanisti del tempo, quali Pietro Bembo, Bernardo Tasso e Pietro Aretino, che gli dedicarono alcune delle loro più importanti opere, nel 1558 fondò a Venezia, con sede nella sua casa, l'Accademia Veneziana, conosciuta anche come Accademia della Fama. Tale istituzione culturale, che ha avuto un ruolo non marginale nella diffusione del pensiero umanista e, più in generale, nella storia del libro a stampa, utilizzando per le proprie pubblicazioni le aldine e, per esse, chiamando Paolo Manuzio a dirigerne la tipografia, ebbe un programma innovativo, ma che non riuscì a perseguire se non in minima parte. Essendo infatti legata a doppio filo con l'attività del suo amministratore, Federico Badoer appunto, il fallimento di essa nel 1561 coincise con la fine della carriera politica del suo fondatore, che venne rinchiuso in carcere.